# Waldemar Schander
Waldemar Schander (...) è un ex giocatore di football americano tedesco, che ha giocato come runningback.